# Frédéric Souillot
Pour les articles homonymes, voir Souillot.
Frédéric Souillot, né en 1967 à Dijon, est un syndicaliste français, secrétaire général de Force ouvrière depuis le 3 juin 2022.

## Biographie
Petit-fils d'électricien et fils de gazier, militants communistes, Frédéric Souillot est né à Dijon en 1967,.
À 16 ans, en 1983, il décroche un diplôme de pâtissier-confiseur et de chocolatier-glacier.
En 1994, il est embauché comme spécialiste dans la  maintenance et l'installation de stations-service chez Schlumberger, qui sera racheté par Tokheim (en). Il adhère à FO en 1995 et fonde son syndicat,,,. 
En 2008, il rejoint FO Métaux et devient secrétaire fédéral chargé de la sidérurgie et des métaux de base,,.
En 2015, il devient secrétaire confédéral,.
Le 3 juin 2022, lors du 25e congrès de Force ouvrière à Rouen, il est élu secrétaire général de Force ouvrière,.
Fervent défenseur d'un retour de la retraite à 60 ans, il affirme au lendemain de son élection vouloir faire de ce sujet « la mère des batailles ».
Il représente FO au sein de l'intersyndicale nationale lors des manifestations et blocages historiques du mouvement social contre le projet de réforme des retraites en France de 2023.